# マルコー・カーロイ (子)
イタリアでカルロ・マルコ(Carlo Marco il Giovane)と呼ばれたマルコー・カーロイ（Markó Károly、1822年1月22日 - 1891年）はハンガリー生まれの風景画家である。同名の画家の父親、マルコー・カーロイ(Carlo Marco il Vecchio: 1791-1860)と区別するために「il Giovane (the Younger)」が付加されることもある。父親と同じく、主にイタリアで活動した。

## 略歴
ペシュトで同名の画家の父親のもとに生まれた。弟のマルコー・アンドラーシュ(Markó András: 1824–1895)とマルコー・フェレンツ(Markó Ferenc: 1832-1874)も画家になった。父親から絵を学んだ後、1836年からウィーン美術アカデミーで風景画を学んだ。1838年にフィレンツェで活動を続けていた父親のもとに移り修行を続けた。翌年には弟のアンドラーシュも合流した 。
1843年にローマに旅した後、フィレンツェの美術振興協会(Società promotrice di belle arti)の展覧会に出展した。1851年から1854年の間はウィーンで活動し、オーストリア芸術協会(Österreichische Kunstverein)の展覧会に出展した。ミラノ、ジェノヴァ、リボルノの展覧会やブダペストの美術団体の展覧会にも出展した。
フィレンツェなどのイタリアの美術アカデミーの名誉会員や教授に選ばれ、セラフィノ・デ・チボリやアドルフォ・トンマージ、ウルヴィ・リエージ、ドメニコ・ブレソリンなどの画家を指導した。フィレンツェでロシアの貴族の女性に絵を教え、招待されてロシアに旅し、1891年にモスクワで死去した。

## 作品

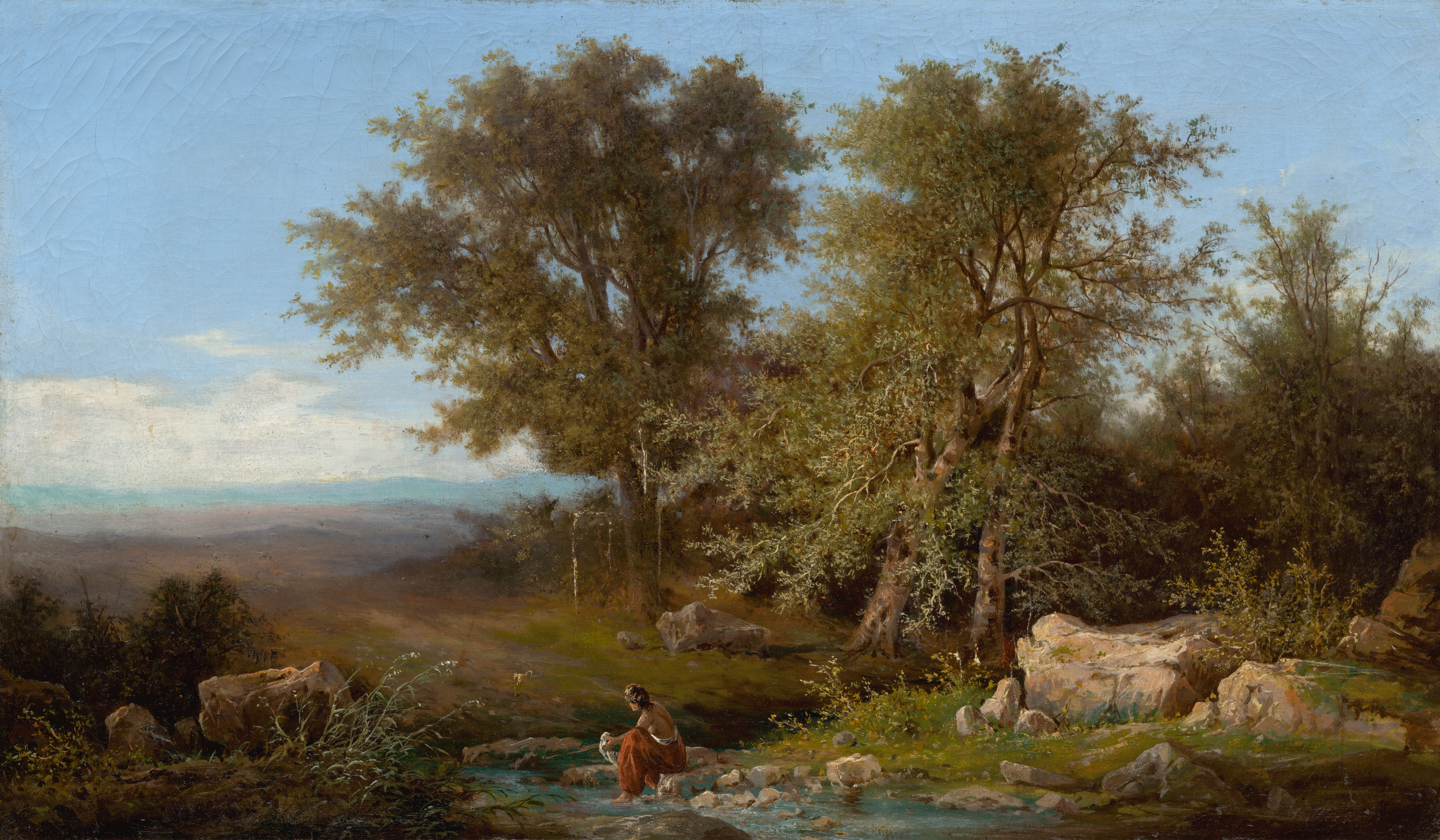
川と木々のある風景
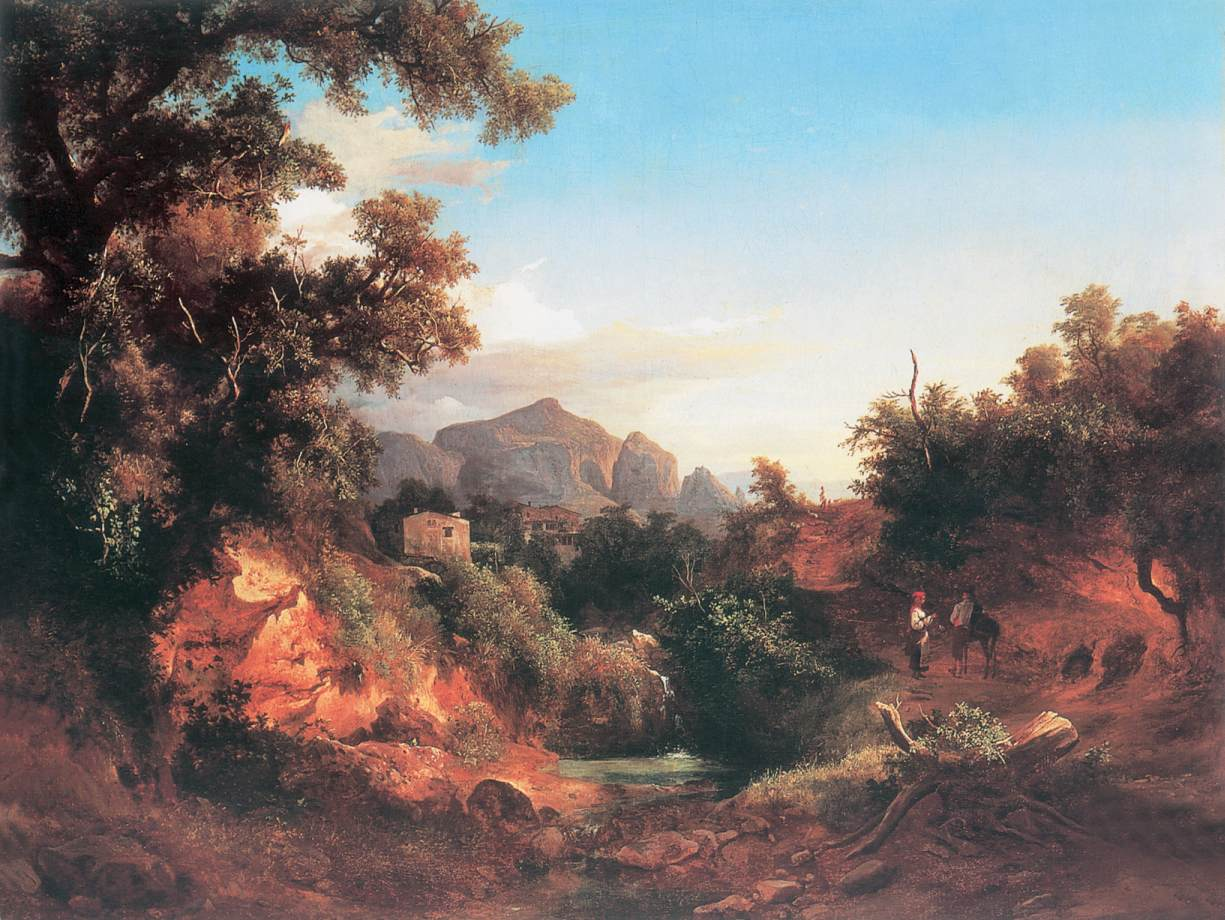
イタリアの風景の中の恋人たち (1853)
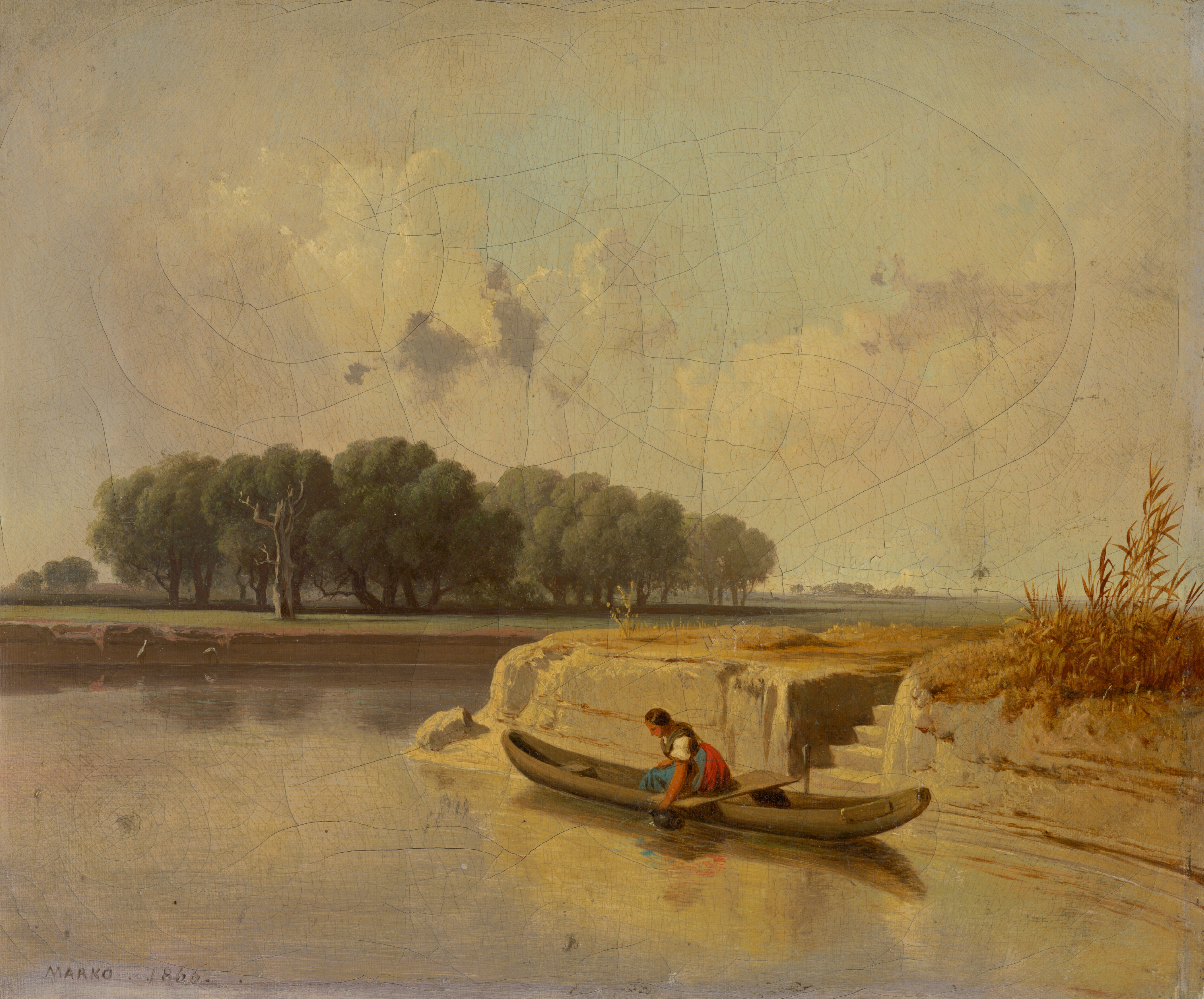
川とボートのある風景

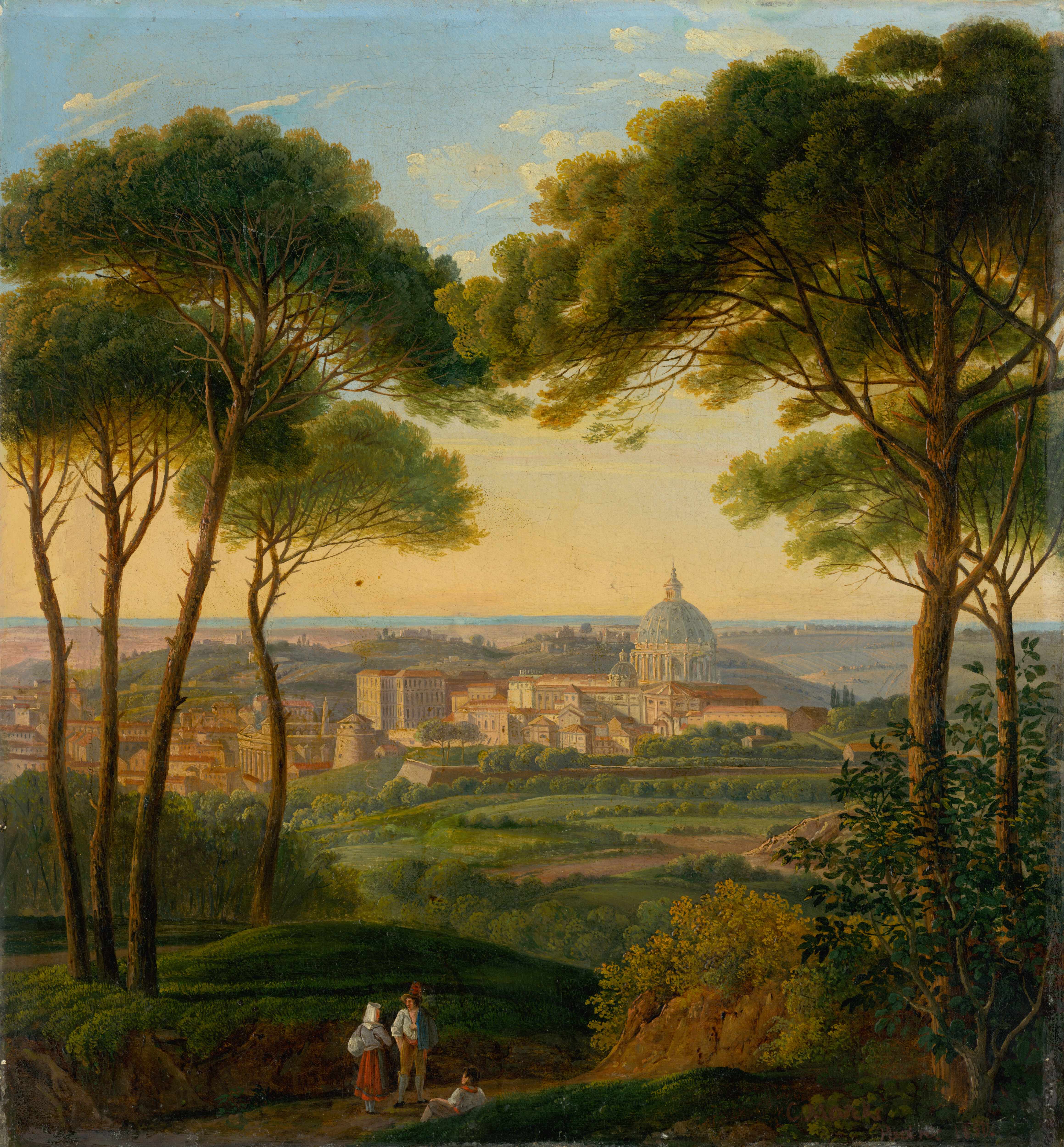
イタリアの街の風景
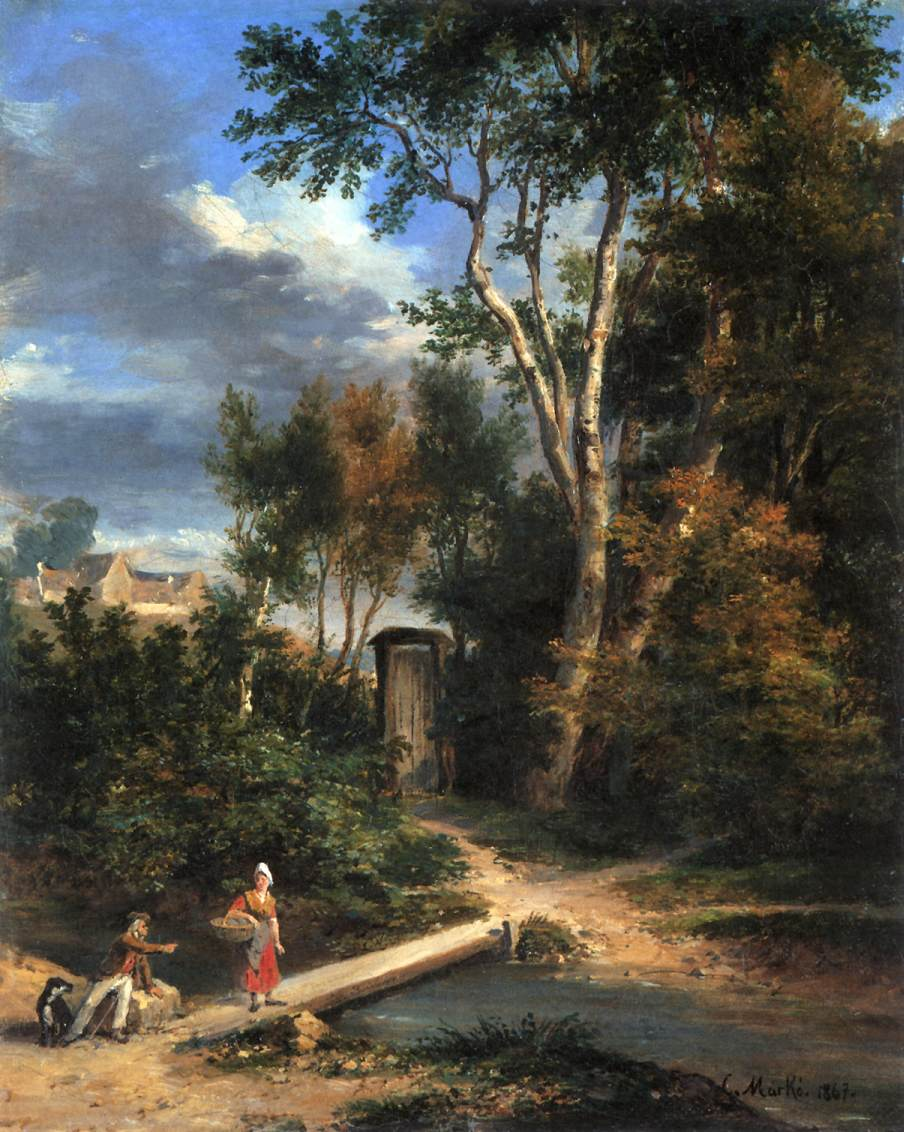
川辺 (1867)
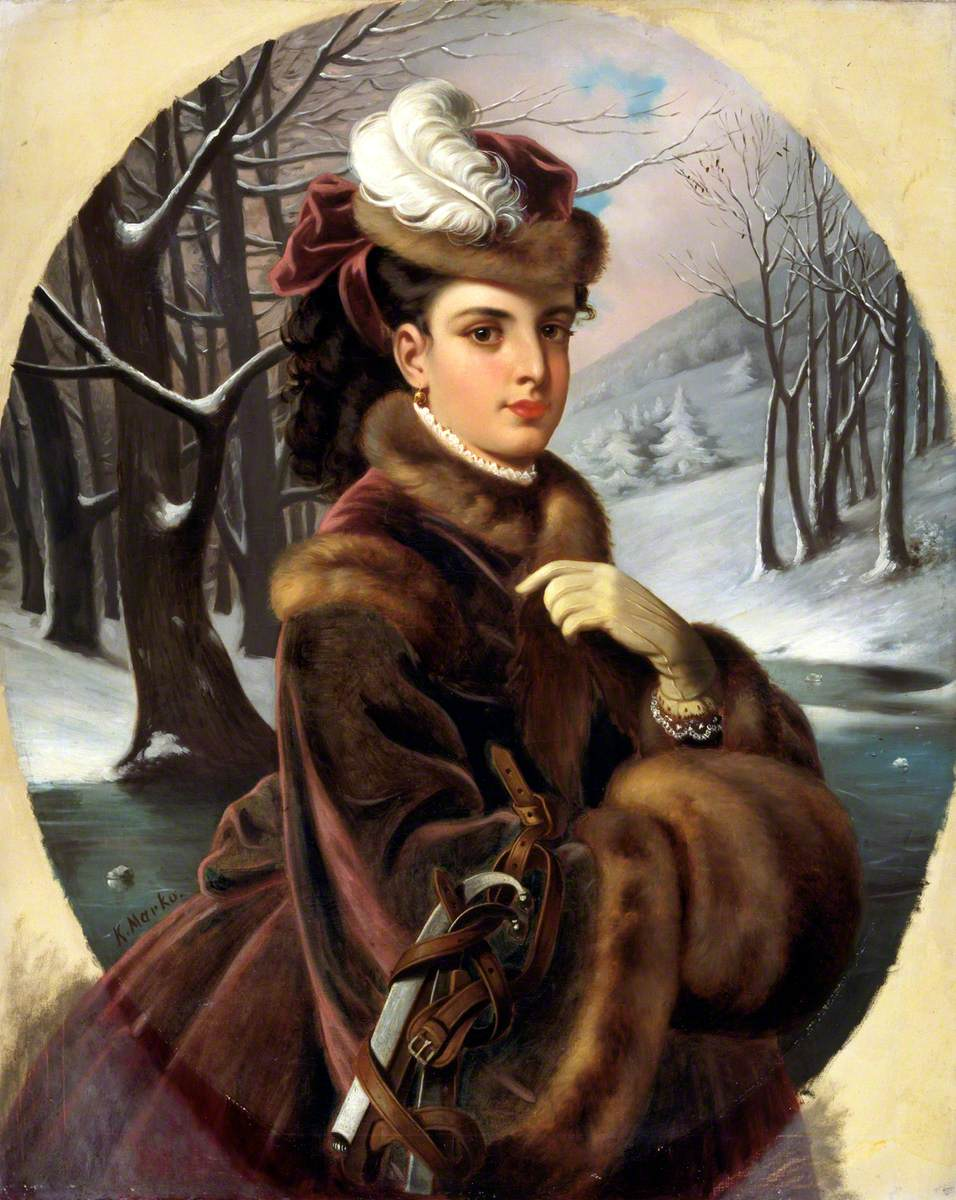
アデリーナ・パッティの肖像画
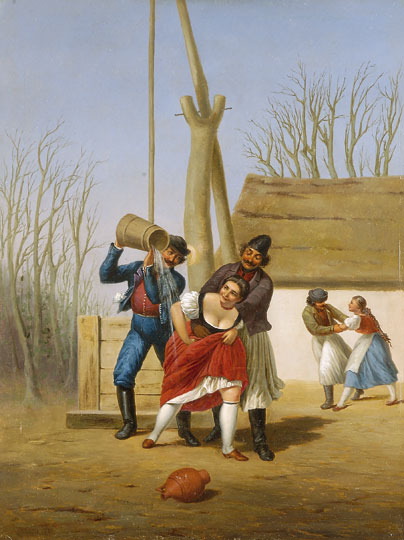
風俗画(1889)